# Полынь сенявинская
Полынь сенявинская (лат. Artemisia senjavinensis) — вид травянистых растений рода Полынь (Artemisia) семейства Сложноцветные (Asteraceae).

## Ботаническое описание
Плотноподушковидный полукустарничек до 15 см высотой, беловато-серебристого цвета от густых длинных волосков. Вегетативные побеги укороченные, розеточные, плотно покрытые останками отмерших листьев. Листья вегетативных побегов длиной 4—7 мм, на верхушке тройчатораздельные. Стеблевых листьев 3—5, на их верхушке 3—5 зубчиков.
Соцветие  — узкоколокольчатая корзинка длиной 4—6 мм и 3—4 мм шириной. Цветоложе голое. Цветки ярко-жёлтого цвета. Плод — узко-обратнояйцевидная семянка до 2,5 мм длиной.
Описан с побережья пролива Сенявина.

## Экология и распространение
Облигатный кальцефил. Растёт на сглаженных вершинах и пологих сухих склонах невысоких прибрежных сопок, в пятнистых и куртинных дриадовых тундрах.
Эндемик Чукотки. Известно всего 8 местонахождений вида. На Аляске встречается близкий вид Artemisia androsacea, который иногда отождествляется с полынью сенявинской или выделяется как её географическая раса.

## Охранный статус
Растение занесено в Красную книгу России и в региональную Красную книгу Чукотского автономного округа.